# 頭 (漢字)
頭（かしら）とは、漢字の上の部分を言う。例えば、「幺」（いとがしら）は漢字で書くと「糸頭」と書き、糸の上部であるが、糸は糸部に含まれる。

## 主な頭

### 代表的な頭

#### いとがしら・よう
「幽」など。「糸」は糸部に含まれる。
常用漢字：幽　幻　幼　幾

#### ふゆがしら・ちかんむり
「冬」など。親字は夂。「各」や「条」は別の部首である。
常用漢字：冬

### その他の頭

#### はつがしら
「発」「登」など。漢字で書くと「発頭」で、発の上部にあるからである。詳細は冠を参照。
常用漢字：発　登
主な表外字：癸　など